# Malmbergets AIF
Malmbergets Allmänna Idrottsförening (MAIF), bildad 1904, är en idrottsförening i Malmberget i Norrbottens län. Föreningen bedriver verksamhet inom flera idrotter: fotboll, bordtennis, ishockey, boxning, konståkning, längdskidåkning, tyngdlyftning, styrkelyft, parasport och rullskidor.
Handbollslaget spelade i Sveriges högsta division säsongen 1975/1976.

## Historia
Malmbergets AIF grundades 22 februari 1904, och i början arrangerades bara skidtävlingar, men redan 1905 började man konstruktionen av fotbollsplanen.
Föreningen omstrukturerades 1916 och lade till brottningsklubben BK Thule 1917 till föreningen samt skidföreningen Malmbergets SF 1920.
Malmbergets AIF:s första framgångsrika idrottare blev Johan Välima som blev svensk mästare i brottning 1919, och som även tävlade i Världsmästerskapen 1921.
1936 lades bandysektionen ned och ersattes 1944 av ishockey som då blev permanent gren i föreningen. 1943 kom orientering in i föreningen, och 1951 alpin skidåkning, 1956 tillkom både tennis och handboll, 1975 lades skidorientering till och 1976 tillades volleyboll. 
Året 1960 byggdes den nya sporthallen i Malmberget som kom att användas ända till 2023 då den stängdes på grund av samhällsomvandlingen och rasrisken från LKAB:s gruvverksamhet under centrala Malmberget. Sporthallen har haft besök av Floyd Patterson 1965 där han boxades en match. År 1967 hölls några VM-matcher i handboll där ”Sporthallen” stod som en av värdhallarna. 1994 var senast den fick stå värd för en internationell tävling, då i en kvalmatch i handbolls-EM.
Malmberget har en del utmärkelser från individuella sporter där personer som representerat Malmbergets AIF tagit medaljer i svenska mästerskap, även utövare som deltagit i Olympiska spelen samt internationella mästerskap, så som Kurt Elimä i backhoppning, Lena Carlzon-Lundbäck på 1970-talet i längdskidor samt lite senare Lina Andersson sent 1990-tal samt tidigt 00-tal.
I lagsport är MAIF kanske mest känd från handbollen, där både damer och herrar representerat högsta ligan i Sverige. Damsidan har en silvermedalj från 1973, medan herrarnas största bedrift var en säsong i högstaligan 1975–1976.
2005 slogs fotbollssektionen ihop med ”stads”rivalerna från Gällivare, då de tillsammans startade Gällivare/Malmbergets fotbollsförening (GMFF). Redan 2007 startade Malmberget ett eget A-lag igen för ett gäng äldre tonåringar, mestadels födda 1991 som behövde en klubb att spela för om man ej var nog bra för GMFF. Men något år senare lades det laget med och ensamt kvar blev det nystartade damlaget samt några ungdomslag.
Konståkningssektionen bedriver verksamhet med att antal yngre åkare samt några tävlingsåkare på B-nivå.[källa behövs]
MAIF Handboll är en viktig gren för föreningen. Störst är intresset från flickor och damer på handbollssidan och framgångar har lyft intresset.[källa behövs]
MAIF Innebandy är det senaste tillskottet i föreningen; det finns ett herrlag och ett pojklag.[källa behövs]

## MAIF Hockey
Föreningens representationslag spelade i Division 1 säsongen 2003/2004, efter att tagit sig upp säsongen 2002/2003. Man slutade näst sist både i grundserien och vårserien. Eftersom antalet lag i Division 1 Norra skulle minskas till nästa säsong innebar placeringen en direkt nedflyttning till Division II. Laget har aldrig tagit sig till Division 1 själva, varken förr eller senare, men två år tidigare hade man ett representationslag i Division 1 tillsammans med Kiruna-laget Tuolluvaara IF. Den gången slutade man sist i grundserien och avstod sin plats i kvalserien.

### Historia
Hösten 1944 började de första praktiska arbetena för att starta med ishockey inom MAIF. Något år tidigare hade MAIF erhållit utrustning för ishockeylag av Svenska Ishockeyförbundet. Utrustningen bestod av byxor, benskydd, enklare målvaktsskydd samt 10 klubbor. Utrustningen blev dock liggande oanvänd och 1943 visade Kirunaföreningar intresse för att köpa utrustningen av MAIF. Turligt nog satte sig Knut Nilsson, med starkt stöd av Per-Erik Norlén och Erik Mattsby, starkt emot en säljvillig styrelse och allt blev kvar i MAIF:s ägo.
Den 4 november 1944 påbörjades arbetena med den första ishockeybanan i Malmberget, banan mätte 20 x 45 m och hade en sarghöjd på 35 cm. Belysningen bestod av 6 gamla broarmaturer lånade av LKAB och utgjorde en belysningseffekt av 1800 W som senare utökades till 2400 W. I ett försök att ytterligare förbättra belysningen seriekopplade hockeygänget några 115V-lampor parvis, helt utan elektrikernas hjälp, vilket resulterade i ett mörklagt område i nedre Bäcken.
Denna ishockeyplan var inledningsvis förlagd mitt på fotbollsplanen framför läktaren på idrottsplanen, men flyttades runt inom samma område ett antal gånger innan den 1948–1949 flyttades upp till en plats bakom busstationen. Den nya planen mätte 61 x 26 m, sargen var 120 cm hög och publikintresset tilltog.

#### Ishallen
Den 3 december 1965 invigdes Malmbergets ishall efter nära 40 000 nedlagda frivilliga arbetstimmar.
År 1981 utfördes en tillbyggnad av ishallen med två nya omklädningsrum, garage för ismaskinen, två bussgarage samt personalrum för vaktmästaren. Bussgaragen kom sedermera att bli kansli för MAIF. Före byggnationen av den så kallade Isborgen, som skedde 1988–1989, hade totalrenovering av kylanläggning, byte av ismaskin och behandling av innertak med antikondensmassa (för att motverka takdropp) utförts till höga kostnader. 1990–1993 installerades infravärme, tillbyggnad av ytterligare ett omklädningsrum samt ny spelargång.
Malmbergets Ishall var en av få föreningsägda ishallar i Sverige och underhållet fortsatte löpande där exempelvis sargerna har bytts ut, allt efter föreningens ekonomiska förmåga.
Sveriges första ishall, Matojärvi ishall i Kiruna, invigdes 1956. Malmbergets ishall blev den 16:e i Sverige; det var arkitekten Bengt-Åke Gerhartz (ursprungligen från Lund) första arkitektarbete och gjordes för arkitektfirman Thurfjells i Luleå.
I februari 2020 stod den nya kommunägda isarenan i Gällivare klar, där all fortsatt isaktivitet fortsättningsvis sker. Malmbergets Ishall revs därefter som en del av samhällsomvandlingen av Malmberget.

#### Kända spelare med MAIF som moderklubb
- Anders Håkansson
- Petter Granberg
- Isac Lundeström
- Axel Sandin Pellikka

## MAIF Fotboll
Fotbollen spelas på Malmbergets IP, som ägs av föreningen. Idrottsplatsen har två fullstora planer, A- och B-planerna. Herrarna slog ihop A-lagsverksamheten  med Gällivare SK (GSK) och bildade det senare nedlagda Gällivare/Malmberget FF (GMFF). GSK står för herrlaget i tätorterna Gällivare och Malmberget.
Damerna har ett lag som spelar i division 3.

## Kända personer med Malmbergets AIF som moderklubb
- Lina Andersson, längdskidåkning (OS-guld 2006)
- Joachim Karlsson, fotboll (Allsvensk spelare känd från Örgryte IS och Trelleborg)
- Stina Åkemalm, styrkelyft (tävlat i -47 kg-klassen med 3 guld och 1 silver i VM 2018[3])
- Anders Håkansson, ishockey (landslagsman, NHL-spel och ett flertal säsonger med AIK Ishockey
- Petter Granberg, ishockey (landslagsman, NHL spel och ett flertal säsonger med Skellefteå AIK)
- Isac Lundeström, ishockey (landslagsman, NHL spel och ett flertal säsonger med Luleå HF)
- Axel Sandin Pellikka, ishockey (landslagsman junior J18 och J20, SHL spel med Skellefteå AIK)